# فلاديسلاف بولياكوف
فلاديسلاف بولياكوف (بالقازاقية: Владислав Витальевич Поляков) هو سباح كازاخستاني، ولد في 30 نوفمبر 1983 في بتروبافل في كازاخستان.

## روابط خارجية
- فلاديسلاف بولياكوف على موقع الاتحاد الدولي للسباحة (الإنجليزية)
- فلاديسلاف بولياكوف على موقع SwimRankings.net (الإنجليزية)
- فلاديسلاف بولياكوف على موقع أوليمبيديا (الإنجليزية)